# 巴拿馬隱麗魚
巴拿馬隱麗魚，為輻鰭魚綱鱸形目隆頭魚亞目慈鯛科的其中一種，分布於中美洲巴拿馬大西洋岸的淡水流域，體長可達13公分，棲息在森林覆蓋、沙泥底質的溪流，生活習性不明。

## 擴展閱讀
維基物種上的相關：巴拿馬隱麗魚